# Chi Cóc bà mụ
Chi Cóc bà mụ (Alytes) là một chi của Bộ Không đuôi (hay một chi ếch) nằm trong họ cùng tên (Alytidae hay Discoglossidae). Các thành viên của chi Cóc bà mụ có thể được tìm thấy ở phần lớn lãnh thổ Châu Âu và miền Tây Bắc Châu Phi. Con đực của các loài Cóc bà mụ có tập tính mang trứng của nó và con cái trên mình, chính vì vậy những loài cóc này mang cái tên "bà mụ". Cụ thể, khi giao phối, cóc cái đẻ một chùm trứng và cóc đực thụ tinh cho chúng, sau đó cóc đực sẽ quấn những trứng đã thụ tinh này quanh chân để bảo vệ trứng không bị các loài sinh vật khác ăn mất. Khi trứng sắp nở, con đực sẽ lội qua những vũng nước nông, tạo điều kiện cho những con nòng nọc mới nở khỏi trứng có thể bơi xuống nước. Năm loài hiện có của chi Cóc bà mụ có thể được tìm thấy ở Tây Âu, Bắc Phi, và Mallorca.
Cóc bà mụ cũng có thể tìm thấy ở những vùng đồi núi cao 5.000–6.500 foot (1.500-2.000 mét) ở dãy Pyrénées, tỉ như tại khối núi Néouvielle. So với các loài lưỡng cư khác, lưỡi của cóc bà mụ có hình dáng khá tròn và dẹt chứ không thuôn gọn. Chính vì vậy, một trong các tên khoa học của họ cùng tên với nó, Discoglossidae, mang nghĩa là "cóc lưỡi tròn". Ở Pháp cóc bà mụ sống trong các đụn cát nằm trên bờ biển. Chúng chia sẻ khu vực sống cùng với cóc sọc vàng (Epidalea calamita).

## Mô tả
Chi Cóc bà mụ bao gồm năm loài, phân bổ ở Tây Âu, Bắc Phi, và đảo Mallorca. Chúng là các sinh vật ngại tiếp xúc,sống về đêm, vàsử dụng tiếng kêu đặc trưng để "liên lạc" với đồng loại. Vào ban ngày, cóc bà mụ trú ẩn dưới các tảng đá, khúc gỗ hay trong các hang đào dưới lòng đất. Chúng thích đào hang trong những vùng đất cát khô vì chất đất ở đây thích hợp cho việc đào bới bằng hai chân trước và mõm của cóc. Đến đêm chúng bò ra ngoài để kiếm ăn và sau đó lại quay về hang ẩn nấo trước khi trời sáng. Trong mùa đông, loài cóc bà mụ thông thường sẽ ngủ đông trong các hốc nhỏ hay các hang đào mà những loài vật khác bỏ lại.